# Novomîkolaiivka, Berezivka
Novomîkolaiivka (în ucraineană Новомиколаївка) este un sat în comunei Kurisove din raionul Berezivka, regiunea Odesa, Ucraina.

## Demografie
Componența lingvistică a localității Novomîkolaiivka
     Ucraineană (93,8%)
     Rusă (4,88%)
     Alte limbi (1,32%)
Conform recensământului din 2001, majoritatea populației localității Novomîkolaiivka era vorbitoare de ucraineană (93,8%), existând în minoritate și vorbitori de rusă (4,88%).